# Grand Prix Formule 1 van Groot-Brittannië 2012
De Grand Prix Formule 1 van Groot-Brittannië 2012 werd gehouden op 8 juli 2012 op het circuit van Silverstone. Het was de negende race van het kampioenschap.

## Wedstrijdverslag

### Achtergrond

#### DRS-systeem
De DRS-zone is precies hetzelfde als in de race van vorig jaar. De detectiezone bevindt zich kort voor Turn 3 en de activatiezone begint kort na Turn 4.

### Kwalificatie
Op de kwalificatiedag stonden er grote files voor het cirucit van Silverstone, waardoor het voor vele fans onmogelijk werd om het circuit te bereiken. Dit kwam mede omdat er parkeerplaatsen werden afgesloten omdat deze door de modder onherbergzaam werden geacht. Een aantal coureurs meldden op social media Twitter dat ze midden in deze file stonden, maar bereikten het circuit op tijd.
Fernando Alonso behaalde de pole position voor Ferrari. De Spanjaard was de snelste nadat de kwalificatie voor anderhalf uur was stilgelegd wegens hevige regenval. Hij troefde Red Bull-coureur Mark Webber en Mercedes-coureur Michael Schumacher af. Webbers teamgenoot Sebastian Vettel start de race als vierde en Alonso's teamgenoot Felipe Massa vangt de race als vijfde aan. Kimi Räikkönen kwalificeerde zich voor Lotus als zesde en Pastor Maldonado voor Williams als zevende. Thuisrijder Lewis Hamilton zette zijn McLaren op de achtste plaats, vlak voor Force India-coureur Nico Hülkenberg die zich als negende kwalificeerde. Romain Grosjean, teamgenoot van Räikkönen, mocht deelnemen aan Q3, maar omdat hij zijn wagen aan het eind van Q2 in de grindbak parkeerde, nam hij niet deel en kwalificeerde hij zich op de tiende plaats. Charles Pic kwalificeerde zich voor Marussia niet binnen de 107% van de snelste tijd in Q1, maar hij vroeg succesvol dispensatie aan.
Sauber-coureur Kamui Kobayashi kwam in de vorige race in botsing met Ferrari-coureur Felipe Massa. Hiervoor krijgt Kobayashi een gridpenalty van vijf plaatsen voor deze race. Ook Toro Rosso-coureur Jean-Éric Vergne veroorzaakte een vermijdbaar ongeluk met de Caterham van Heikki Kovalainen, waar hij 10 plaatsen straf voor deze race voor krijgt. Nico Hülkenberg en Charles Pic kregen allebei een straf van vijf plaatsen vanwege het wisselen van hun versnellingsbak.

### Race
Mark Webber wint de race door vier ronden voor het einde van de race Fernando Alonso in te halen, die tweede werd. Sebastian Vettel maakte het podium compleet. Felipe Massa bracht zijn auto als vierde over de streep, vlak voor het Lotus-duo Kimi Räikkönen en Romain Grosjean. Michael Schumacher kwam als zevende aan de finish, vlak voor thuisrijder Lewis Hamilton. Bruno Senna kwam voor Williams als negende aan de finish, vlak voor thuisrijder en teamgenoot van Hamilton Jenson Button.

## Vrije trainingen
- Er wordt enkel de top 5 weergegeven.

| Vrije training 1 | Pos | No | Coureur            | Constructeur            | Tijd     |
| ---------------- | --- | -- | ------------------ | ----------------------- | -------- |
| Vrije training 1 | 1   | 10 | Romain Grosjean    | Lotus-Renault           | 1:56.552 |
| Vrije training 1 | 2   | 16 | Daniel Ricciardo   | STR-Ferrari             | 1:56.827 |
| Vrije training 1 | 3   | 4  | Lewis Hamilton     | McLaren-Mercedes        | 1:57.174 |
| Vrije training 1 | 4   | 15 | Sergio Pérez       | Sauber-Ferrari          | 1:57.664 |
| Vrije training 1 | 5   | 6  | Felipe Massa       | Ferrari                 | 1:58.119 |
| Vrije training 2 | Pos | No | Coureur            | Constructeur            | Tijd     |
| Vrije training 2 | 1   | 4  | Lewis Hamilton     | McLaren-Mercedes        | 1:56.345 |
| Vrije training 2 | 2   | 14 | Kamui Kobayashi    | Sauber-Ferrari          | 1:56.474 |
| Vrije training 2 | 3   | 7  | Michael Schumacher | Mercedes                | 1:56.545 |
| Vrije training 2 | 4   | 8  | Nico Rosberg       | Mercedes                | 1:56.567 |
| Vrije training 2 | 5   | 15 | Sergio Pérez       | Sauber-Ferrari          | 1:57.493 |
| Vrije training 3 | Pos | No | Coureur            | Constructeur            | Tijd     |
| Vrije training 3 | 1   | 5  | Fernando Alonso    | Ferrari                 | 1.32.167 |
| Vrije training 3 | 2   | 3  | Jenson Button      | McLaren-Mercedes        | 1.32.320 |
| Vrije training 3 | 3   | 10 | Romain Grosjean    | Lotus-Renault           | 1.32.358 |
| Vrije training 3 | 4   | 1  | Sebastian Vettel   | Red Bull Racing-Renault | 1.32.420 |
| Vrije training 3 | 5   | 9  | Kimi Räikkönen     | Lotus-Renault           | 1.32.454 |

Testcoureurs: 
- Valtteri Bottas (Williams-Renault; P13)
- Dani Clos (HRT-Cosworth; P20)
- Jules Bianchi (Force India-Mercedes; P24)

## Kwalificatie
| Pos                 | No | Coureur            | Constructeur            | Q1       | Q2       | Q3        | Grid |
| ------------------- | -- | ------------------ | ----------------------- | -------- | -------- | --------- | ---- |
| 1                   | 5  | Fernando Alonso    | Ferrari                 | 1:46.515 | 1:56.921 | 1:51.746  | 1    |
| 2                   | 2  | Mark Webber        | Red Bull Racing-Renault | 1:47.276 | 1:55.898 | 1:51.793  | 2    |
| 3                   | 7  | Michael Schumacher | Mercedes                | 1:46.571 | 1:55.799 | 1:52.020  | 3    |
| 4                   | 1  | Sebastian Vettel   | Red Bull Racing-Renault | 1:46.279 | 1:56.931 | 1:52.199  | 4    |
| 5                   | 6  | Felipe Massa       | Ferrari                 | 1:47.401 | 1:56.388 | 1:53.065  | 5    |
| 6                   | 9  | Kimi Räikkönen     | Lotus-Renault           | 1:47.309 | 1:56.469 | 1:53.290  | 6    |
| 7                   | 18 | Pastor Maldonado   | Williams-Renault        | 1:46.449 | 1:56.802 | 1:53.539  | 7    |
| 8                   | 4  | Lewis Hamilton     | McLaren-Mercedes        | 1:47.433 | 1:54.897 | 1:53.543  | 8    |
| 9                   | 12 | Nico Hülkenberg    | Force India-Mercedes    | 1:46.334 | 1:55.556 | 1:54.382  | 14   |
| 10                  | 10 | Romain Grosjean    | Lotus-Renault           | 1:47.043 | 1:56.388 | geen tijd | 9    |
| 11                  | 11 | Paul di Resta      | Force India-Mercedes    | 1:47.582 | 1:57.009 |           | 10   |
| 12                  | 14 | Kamui Kobayashi    | Sauber-Ferrari          | 1:46.649 | 1:57.071 |           | 17   |
| 13                  | 8  | Nico Rosberg       | Mercedes                | 1:47.724 | 1:57.108 |           | 11   |
| 14                  | 16 | Daniel Ricciardo   | STR-Ferrari             | 1:47.266 | 1:57.132 |           | 12   |
| 15                  | 19 | Bruno Senna        | Williams-Renault        | 1:47.105 | 1:57.426 |           | 13   |
| 16                  | 17 | Jean-Éric Vergne   | STR-Ferrari             | 1:47.705 | 1:57.719 |           | 23   |
| 17                  | 15 | Sergio Pérez       | Sauber-Ferrari          | 1:46.494 | 1:57.895 |           | 15   |
| 18                  | 3  | Jenson Button      | McLaren-Mercedes        | 1:48.044 |          |           | 16   |
| 19                  | 21 | Vitaly Petrov      | Caterham-Renault        | 1:49.027 |          |           | 18   |
| 20                  | 20 | Heikki Kovalainen  | Caterham-Renault        | 1:49.477 |          |           | 19   |
| 21                  | 24 | Timo Glock         | Marussia-Cosworth       | 1:51.618 |          |           | 20   |
| 22                  | 22 | Pedro de la Rosa   | HRT-Cosworth            | 1:52.742 |          |           | 21   |
| 23                  | 23 | Narain Karthikeyan | HRT-Cosworth            | 1:53.040 |          |           | 22   |
| 107% tijd: 1:53.718 |    |                    |                         |          |          |           |      |
| 24                  | 25 | Charles Pic        | Marussia-Cosworth       | 1:54.143 |          |           | 24   |

## Race
| Pos | No | Coureur            | Constructeur            | Rondes | Tijd/Oorzaak uitval | Grid | Punten |
| --- | -- | ------------------ | ----------------------- | ------ | ------------------- | ---- | ------ |
| 1   | 2  | Mark Webber        | Red Bull Racing-Renault | 52     | 1:25:11.288         | 2    | 25     |
| 2   | 5  | Fernando Alonso    | Ferrari                 | 52     | +3.060              | 1    | 18     |
| 3   | 1  | Sebastian Vettel   | Red Bull Racing-Renault | 52     | +4.836              | 4    | 15     |
| 4   | 6  | Felipe Massa       | Ferrari                 | 52     | +9.519              | 5    | 12     |
| 5   | 9  | Kimi Räikkönen     | Lotus-Renault           | 52     | +10.314             | 6    | 10     |
| 6   | 10 | Romain Grosjean    | Lotus-Renault           | 52     | +17.101             | 9    | 8      |
| 7   | 7  | Michael Schumacher | Mercedes                | 52     | +29.153             | 3    | 6      |
| 8   | 4  | Lewis Hamilton     | McLaren-Mercedes        | 52     | +36.463             | 8    | 4      |
| 9   | 19 | Bruno Senna        | Williams-Renault        | 52     | +43.347             | 13   | 2      |
| 10  | 3  | Jenson Button      | McLaren-Mercedes        | 52     | +44.444             | 16   | 1      |
| 11  | 14 | Kamui Kobayashi    | Sauber-Ferrari          | 52     | +45.370             | 17   |        |
| 12  | 12 | Nico Hülkenberg    | Force India-Mercedes    | 52     | +47.856             | 14   |        |
| 13  | 16 | Daniel Ricciardo   | STR-Ferrari             | 52     | +51.241             | 12   |        |
| 14  | 17 | Jean-Éric Vergne   | STR-Ferrari             | 52     | +53.313             | 23   |        |
| 15  | 8  | Nico Rosberg       | Mercedes                | 52     | +57.394             | 11   |        |
| 16  | 18 | Pastor Maldonado   | Williams-Renault        | 51     | +1 ronde            | 7    |        |
| 17  | 20 | Heikki Kovalainen  | Caterham-Renault        | 51     | +1 ronde            | 19   |        |
| 18  | 24 | Timo Glock         | Marussia-Cosworth       | 51     | +1 ronde            | 20   |        |
| 19  | 25 | Charles Pic        | Marussia-Cosworth       | 51     | +1 ronde            | 24   |        |
| 20  | 22 | Pedro de la Rosa   | HRT-Cosworth            | 50     | +2 ronden           | 21   |        |
| 21  | 23 | Narain Karthikeyan | HRT-Cosworth            | 50     | +2 ronden           | 22   |        |
| DNF | 15 | Sergio Pérez       | Sauber-Ferrari          | 11     | Botsing             | 15   |        |
| DNF | 11 | Paul di Resta      | Force India-Mercedes    | 2      | Schade botsing      | 10   |        |
| DNS | 21 | Vitaly Petrov      | Caterham-Renault        | 0      | Motor               | 18   |        |

## Standen na de Grand Prix
- Er wordt enkel de top 5 weergegeven.

### Coureurs
| Positie | Nummer | Rijder           | Team                    | Punten |
| ------- | ------ | ---------------- | ----------------------- | ------ |
| 1       | 5      | Fernando Alonso  | Ferrari                 | 129    |
| 2       | 2      | Mark Webber      | Red Bull Racing-Renault | 116    |
| 3       | 1      | Sebastian Vettel | Red Bull Racing-Renault | 100    |
| 4       | 4      | Lewis Hamilton   | McLaren-Mercedes        | 92     |
| 5       | 9      | Kimi Räikkönen   | Lotus-Renault           | 83     |

### Constructeurs
| Positie | Nummers | Team                    | Rijders                         | Punten |
| ------- | ------- | ----------------------- | ------------------------------- | ------ |
| 1       | 1 2     | Red Bull Racing-Renault | Sebastian Vettel Mark Webber    | 216    |
| 2       | 5 6     | Ferrari                 | Fernando Alonso Felipe Massa    | 152    |
| 3       | 9 10    | Lotus-Renault           | Kimi Räikkönen Romain Grosjean  | 144    |
| 4       | 3 4     | McLaren-Mercedes        | Jenson Button Lewis Hamilton    | 142    |
| 5       | 7 8     | Mercedes                | Michael Schumacher Nico Rosberg | 98     |

## Noot
- Dit was de vierhonderdste Grand Prix-start voor een Spaanse coureur.